# Sankt Stefan-Afiesl
Sankt Stefan-Afiesl község Ausztriában, Felső-Ausztria tartományban, a Rohrbachi járásban, területe 29,58 km².
2019. január 1-én hozták létre Afiesl és Sankt Stefan am Walde egyesítésével.

## Fekvése
Tengerszint feletti magassága 740 méter. Sankt Stefan-Afiesl Přední Výtoň, Vorderweißenbach, Helfenberg, Sankt Peter am Wimberg, Haslach an der Mühl és Lichtenau im Mühlkreis településekkel határos.

## Népesség
Lakosainak száma 1198 fő (2018. január 1.).